# Loigny-la-Bataille
Loigny-la-Bataille település Franciaországban, Eure-et-Loir megyében. Lakosainak száma 215 fő (2022. január 1.). Loigny-la-Bataille Terminiers, Tillay-le-Péneux, Lumeau, Orgères-en-Beauce, Guillonville és Fontenay-sur-Conie községekkel határos.

## Népesség
A település népességének változása:
| Lakosok száma | 287  | 202  | 178  | 218  | 211  | 209  | 206  | 196  | 202  | 215  |
|               | 1968 | 1982 | 1990 | 2006 | 2013 | 2015 | 2017 | 2019 | 2020 | 2022 |